# 天主教歸仁教區
天主教歸仁教區（拉丁語：Dioecesis Quinhonensis）是越南一個羅馬天主教教區，屬順化總教區。包括廣義、平定、富安三省。
2010年有教友68,355人、47個堂區、86名司鐸。現任主教為阮撰，助理主教阮文魁。其座堂是聖母升天座堂。
1659年9月9日自澳門教區設代牧區，稱交趾代牧區，1844年3月2日分為東西兩個代牧區。1924年12月3日東交趾代牧區易名歸仁代牧區。1960年11月24日升為教區。
歷史上協助阮福映奪位的百多祿是代牧區的第七任宗座代牧。